# Unité anti-terroriste de Lučko
L'unité anti-terroriste de Lučko (croate : Antiteroristička jedinica Lučko, ATJ Lučko) est une unité antiterroriste de l'armée de la République de Croatie.

L'unité a été établie le 7 septembre 1990 et a été la première unité impliquée dans la guerre d'indépendance croate.

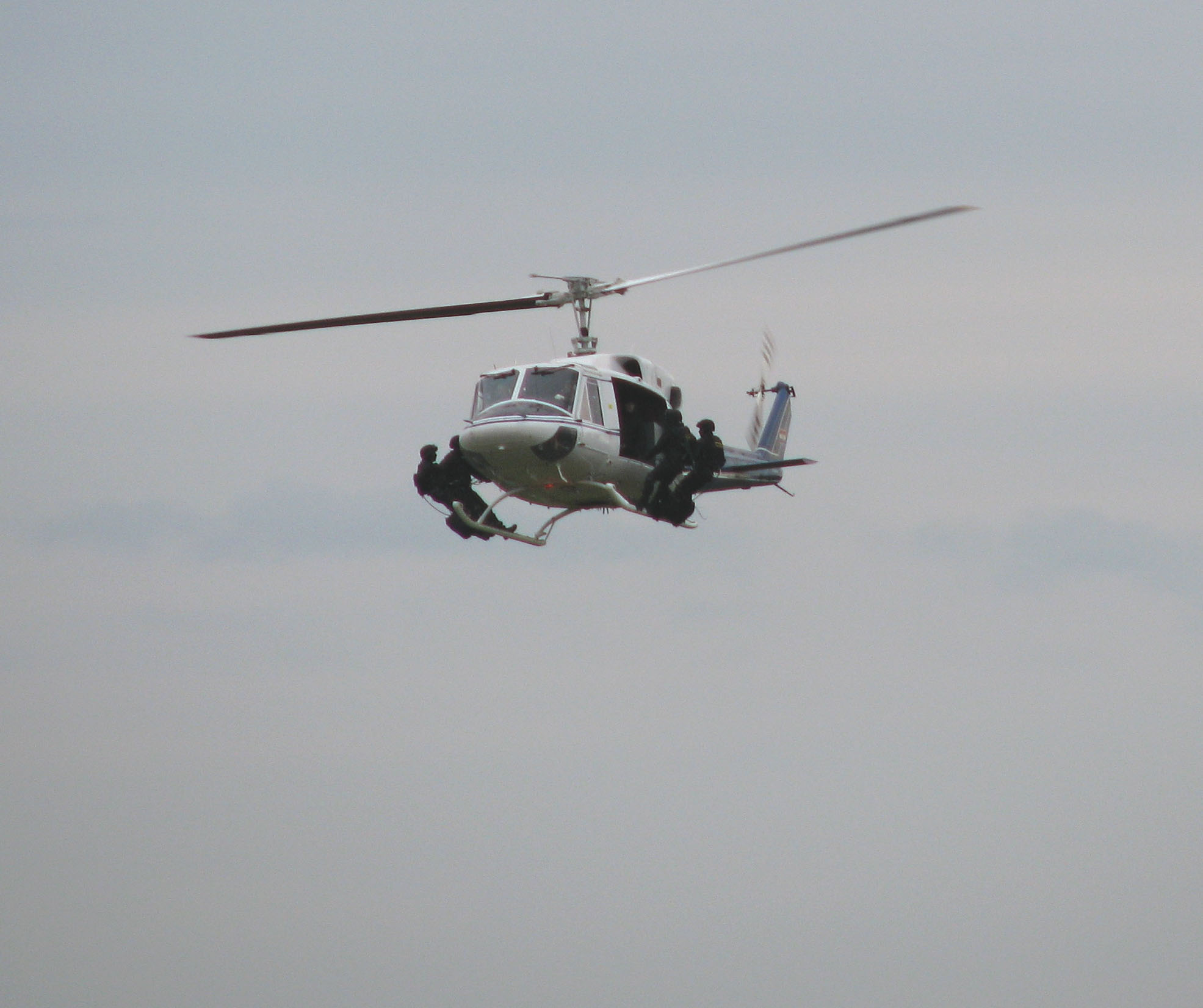
Membres de l'unité à bord d'un Agusta-Bell AB212 de la police croate.

## Personnalité notable
Le pratiquant d'arts martiaux croate Mirko « Cro Cop » Filipović a été membre de l'unité anti-terroriste Lučko pendant six ans.[réf. souhaitée]